# Gogie Stewart
Gordon Selkirk Stewart (Vancouver; 2 de enero de 1929-?; 12 de mayo de 2003), más conocido como Gogie Stewart, fue un futbolista canadiense que jugaba como delantero.

## Clubes
| Club                   | País       | Año       |
| ---------------------- | ---------- | --------- |
| North Shore United     | Canadá     | 1947-1948 |
| Vancouver St. Andrews  | Canadá     | 1948-1949 |
| Vancouver City         | Canadá     | 1949-1951 |
| Westminster Royals     | Canadá     | 1951-1953 |
| Everton                | Inglaterra | 1953-1954 |
| Westminster Royals     | Canadá     | 1954-1957 |
| Nanaimo City           | Canadá     | 1958      |
| Vancouver Continentals | Canadá     | 1959      |
| Westminster Royals     | Canadá     | 1959-1961 |
| North Shore Carling's  | Canadá     | 1961-1962 |
| Vancouver Columbus     | Canadá     | 1962-1964 |
| Vancouver Firefighters | Canadá     | 1964-1965 |